# 安德热·帕努夫尼克
安德热·帕努夫尼克爵士（波蘭語：Sir Andrzej Panufnik，1914年9月24日—1991年10月27日），英籍波兰作曲家，指挥家。

## 生平
帕努夫尼克早年在华沙音乐学院学习，后到维也纳从魏因加特纳学指挥。在二战期间，他与好友卢托斯瓦夫斯基组成钢琴二重奏。战后他移居克拉科夫，并任华沙爱乐乐团指挥。但由于和官方意见不合，他于1954年移居英国并一直居住在西方。
帕努夫尼克的女儿罗克珊娜也是作曲家。

## 音乐
帕努夫尼克是虔诚的天主教徒，其音乐常具有浓厚的宗教性，并在一定程度上受到神圣简约主义影响，但他的和声更加尖锐，作品内容也更加复杂丰富。十部交响曲是他最重要的创作。他的《大提琴协奏曲》曾经由大师罗斯特罗波维奇主奏并灌录唱片，整张CD长度只有20分钟左右。